# アチバイア

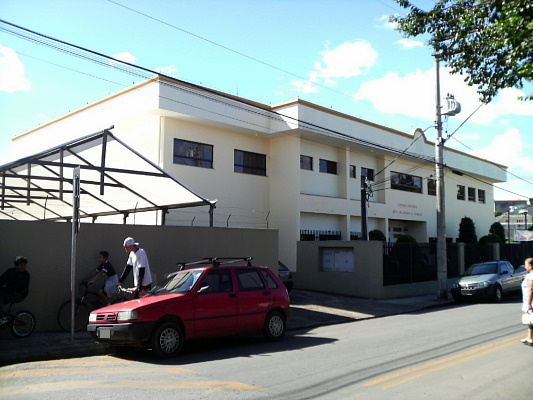
アチバイア文協

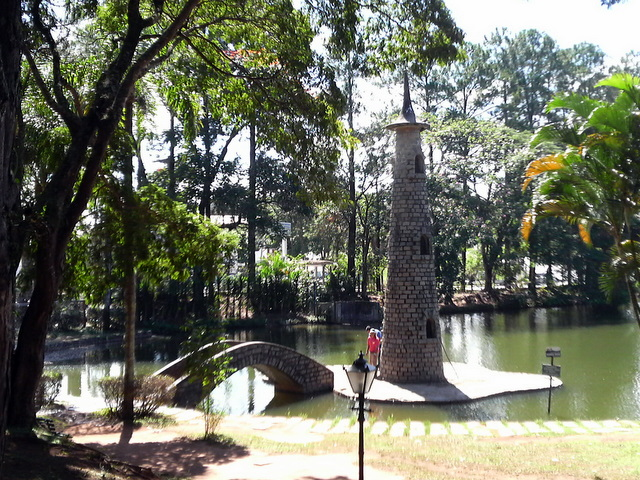
エドムンド＝ザノニ公園

アチバイア市（正式名称:アチバイア気候保養地基礎自治体－Município da Estância Climática de Atibaia）は、ブラジルのサンパウロ州にある基礎自治体である。
主な生産物は日系人が栽培するイチゴやブドウである。アチバイア市には多くの明治以降からの日本移民が住んでおり、アチバイア日伯文化体育協会(ACENBRA)があるなど、日本の文化が盛んである。

## 地理・気候
州府のサンパウロ市やカンピーナス市から65km離れた都市である。
高地熱帯に属しており、年間平均気温は摂氏20度である。大西洋岸森林を有する。年間降水量は1500 mmである。
- 河川：カショエイラ川、アチバイア川

### 隣接している自治体
- 北
  - ブラガンサ・パウリスタ
- 東
  - ピラカイア
  - ナザレー・パウリスタ
  - ボン・ジェズス・ドス・ペルドエンス
- 南
  - マイリポラン
  - フランコ・ダ・ホシャ
  - フランシスコ・モラト
- 西
  - カンポ・リンポ・パウリスタ
  - ジャリヌ

## 経済・社会
基礎自治体内総生産額はR$ 1.461.408.000,00 (約772億円) (2005年現在)。主な経済活動は産業・商業・サービス業・観光業である。
識字率は92%。

## 主な行事
イチゴやブドウや花を中心とした祭が日系人によってエドムンド＝ザノニ公園で毎年9月頃に行われる。

## 名前の由来
近くにはトゥバイア川（その後アチバイア川と改称）が有り、その川の名前が市の名前になった。意味は「健全なる清い水の川」である。そのため，市は日本人や日系人の間で，日本語で「清流」と呼ばれることがある。

## 歴史
調査士ジェロニモ・デ・カマルゴが西暦1665年にトゥバイア川を発見し、その辺りに教会をインディオなどに建たせたのだが、そこにはグアルーリョスのインディオと関係を持っていたカトリック司祭のマテウス・ヌネス・ダ・シケイラが既に在住していた。
1665年6月にカマルゴがそこに牧場を建設し、シケイラとインディオの協力を得て小さなアチバイア村ができた。
その後、サンパウロから金を狙ってミナスジェライスへ向かって移動をしていた人々にとって、その中間地であるアチバイア村は、徐々に重要な地域になっていった。
1864年4月、人口増加のため市制が施行され、アチバイア市に。
現在、ジェロニモ・デ・カマルゴの記念として、その名が付けられた道路がある。

## 観光
標高1450mのペドラ・グランデ（意味：大きな岩）山を多くの観光客が訪れ、そこでパラグライダーなどのスポーツを行う人も少なくない。
夕方にはエドムンド＝ザノーニ採水公園の隣にあるマジョール池の周りでジョギングをする人もいる。
1881年に製造されたSL機関車も運行されており、10分間ほどの乗車を楽しむことができる。

## 出身者
- 染谷美佳 -ソフトボール選手